# Rosazea
Rosazea oder Rosacea [ʁoˈzaːt͡sea], veraltete Bezeichnung Acne rosacea (lateinisch für Kupferfinnen bzw. Kupferfinnenausschlag oder Rotfinnen, auch Kupferrose und Kupferakne genannt – älter auch Gutta rosacea genannt), ist eine Hauterkrankung, die überwiegend im Bereich des Mittelgesichts auftritt, meist im Alter zwischen 30 und 40 Jahren beginnt und sich oft zwischen dem 40. und 50. Lebensjahr deutlich verstärkt. Sie kann Ähnlichkeiten mit der Akne zeigen, aber die zugrundeliegenden Erkrankungen sind verschieden. Die Rosazea äußert sich durch fleckförmige, teils schuppende Rötungen, aber auch Schwellungen der Gesichtshaut sowie durch entzündliche Papeln und Pusteln.

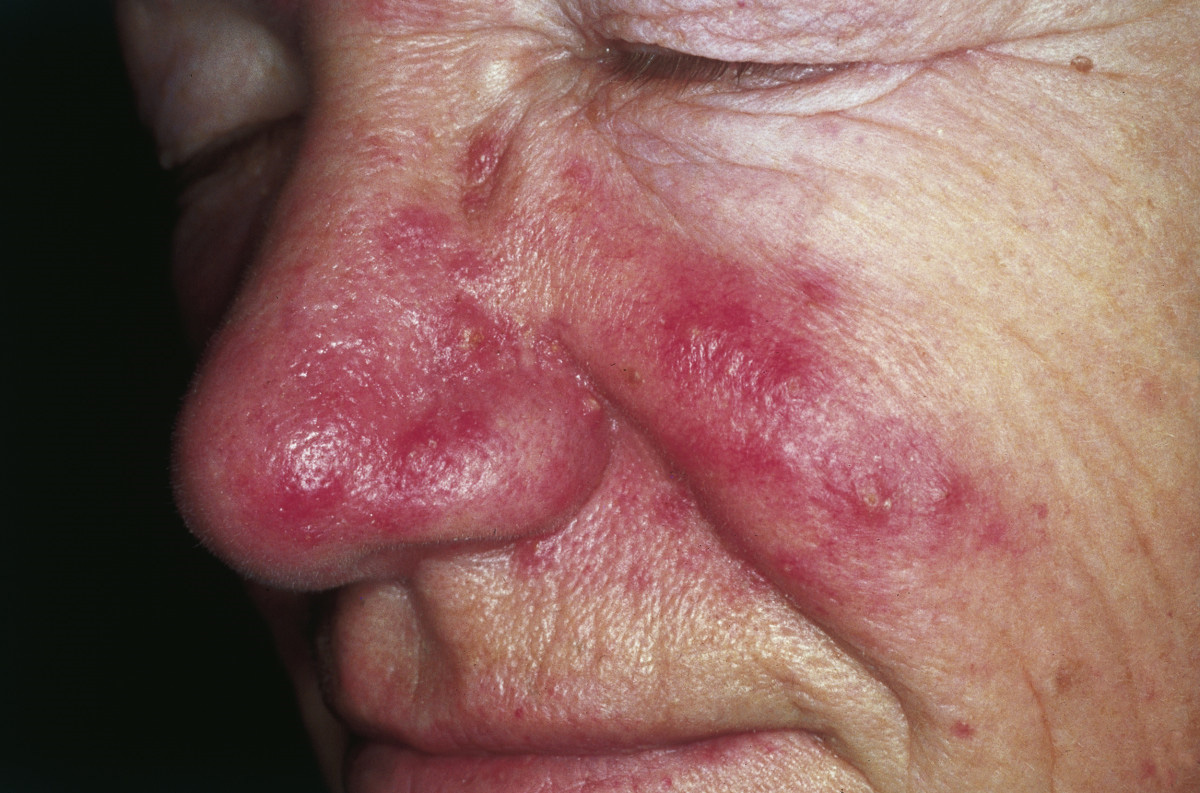
Rosazea

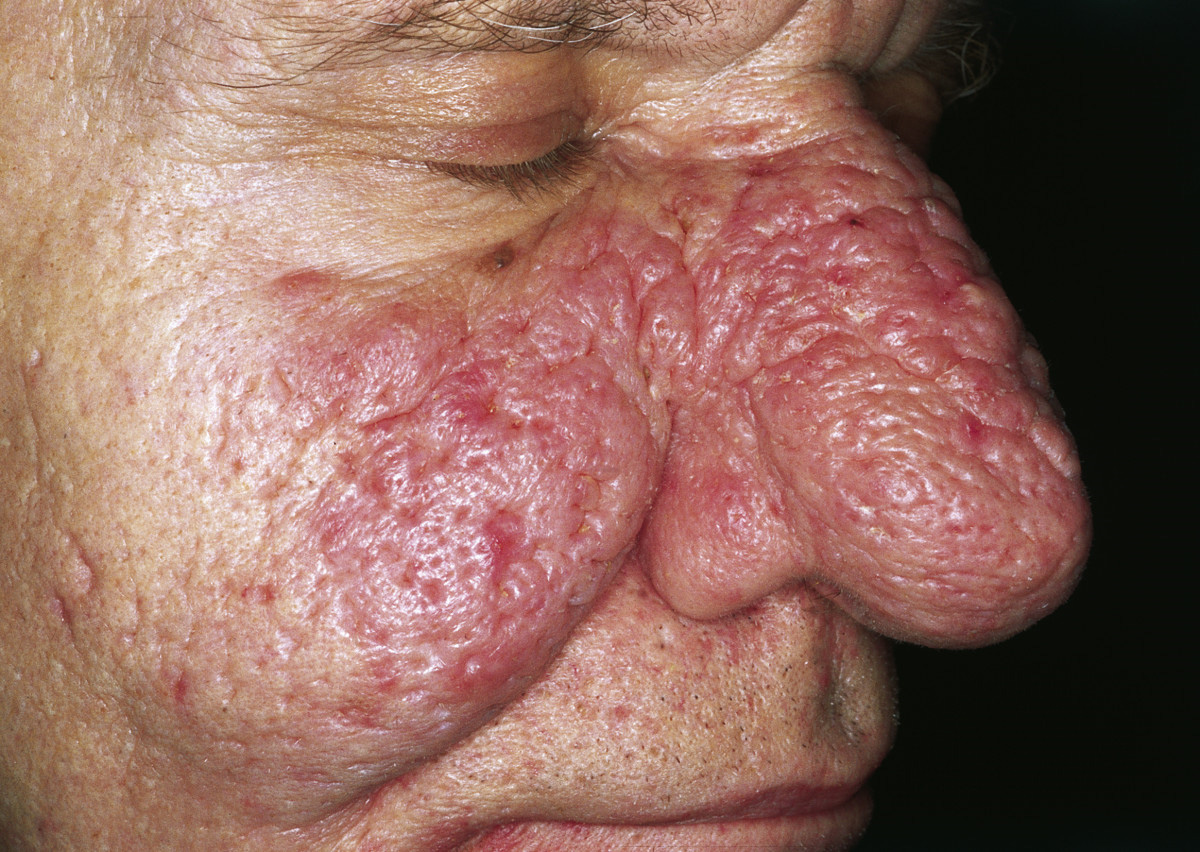
Ein Rhinophym

Rosazea

## Auslöser
Die Ursache der Rosazea ist bislang weitgehend unklar, doch sind vermutlich verschiedene Faktoren daran beteiligt. Diskutiert werden neben der Regulationsstörung der Gefäßversorgung des Gesichts eine neurogene Entzündung, eine Störung des Immunsystems sowie eine Beteiligung von Haarbalgmilben und Bakterien (z. B. Staphylococcus aureus). Die neurogene Entzündung ist eine Reaktion des zentralen Nervensystems auf Stress. Die Krankheit tritt selten vor dem 30. Lebensjahr, meistens erst ab dem 40. Lebensjahr auf. Frauen wie Männer sind gleichermaßen betroffen (eventuell mit leichtem Überhang bei Frauen). Kaffee-, Tee- oder Alkoholgenuss können ebenso wie scharfe Gewürze und Sonnenbäder eine Verschlechterung bewirken. Heißes Duschen und Sport können die Rötungen kurzfristig erhöhen.

## Symptome

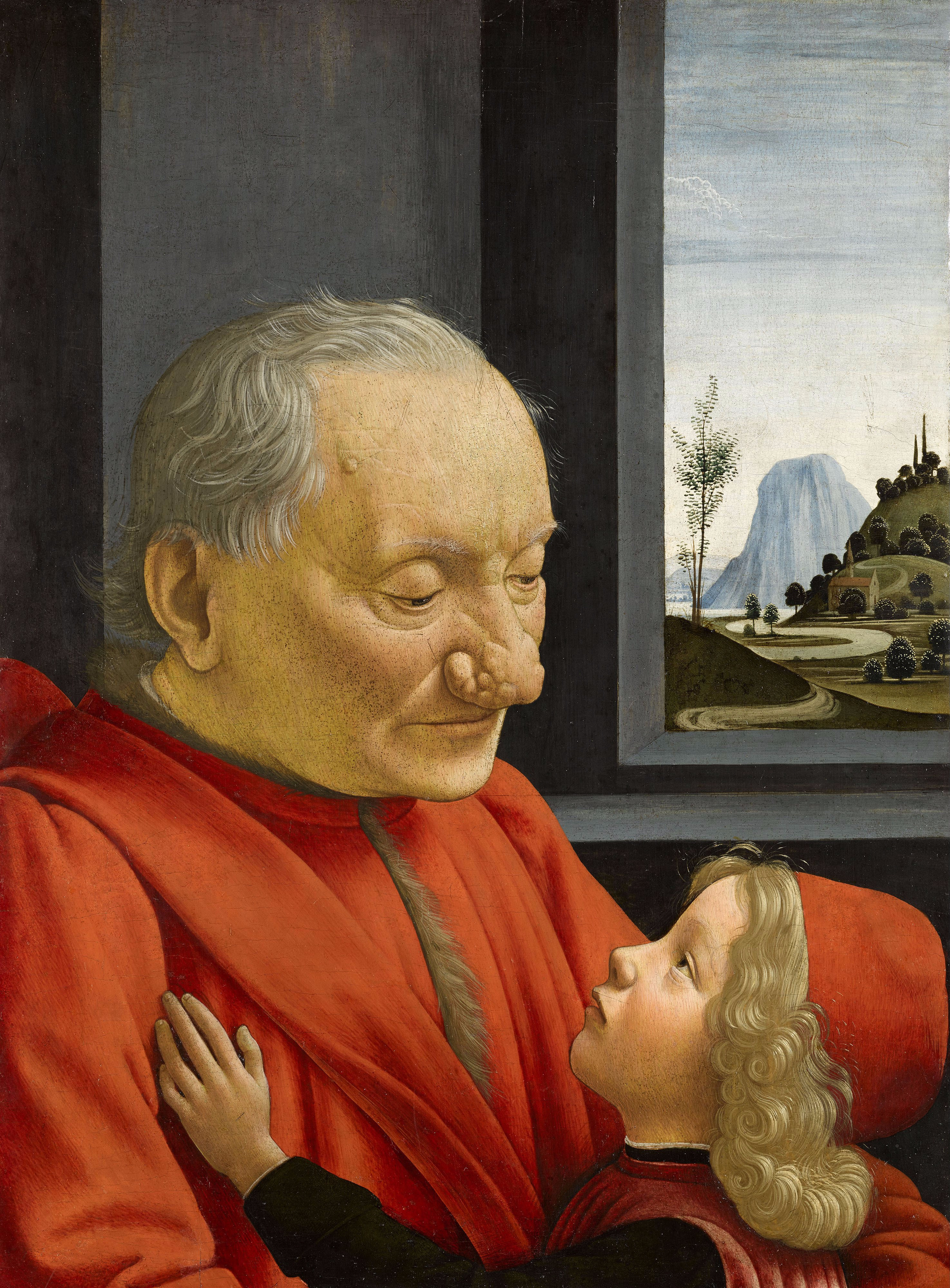
Rhinophym in der Kunstgeschichte. Gemälde von Domenico Ghirlandaio, 1488. Das Fehlen der typischen Hautrötung wird mit der Entstehung des Gemäldes erst nach dem Todeszeitpunkt erklärt.

### Schweregrad I
Rosazea beginnt meist unscheinbar mit Rötungen der Haut, insbesondere bei Hitze, Kälte und emotionalem Stress. Die feinen, oberflächennahen Blutgefäße sind deutlich erweitert, die Haut wirkt sonnenbrandartig gerötet. Diese erste Form der Erkrankung bezeichnet man als Couperose oder erythematös-teleangiektatische Form. Kleine Papeln können vorkommen. Darüber hinaus klagen viele Patienten über eine allgemeine Reizung der Haut, wie zum Beispiel Brennen, Stechen, Juckreiz oder Trockenheit.

### Schweregrad II
Im zweiten Stadium, der papulopustulösen Form der Rosazea (Rosacea pustulosa), treten Pusteln, Knötchen sowie Schwellungen auf, die sich entzünden, eitrig degenerieren und über Wochen bestehen können. Die Haut ist geschwollen, gerötet und großporig. Der Verlauf der Erkrankung ist phasisch und kann sich über Jahre hinziehen. Die Ähnlichkeit mit Akne führt manchmal zu Fehldiagnosen, doch die akneartigen eitrigen Pusteln und Quaddeln gehen bei der Rosazea nicht vom Haarfollikel aus.

### Schweregrad III
Unter der glandulär-hyperplastischen Rosazea leiden vor allem Männer. Durch Wucherung von Bindegewebe und Talgdrüsen entstehen knotige Verdickungen: „Knollen“ oder sog. Phymen. Die Sonderform des Rhinophyms, die Knollennase, ist wohl die bekannteste Form. Sind auch die Augen betroffen, spricht man von der okulären Form oder Ophthalmo-Rosazea: Veränderungen an den Augen wie Bindehaut- und Lidrandentzündungen, Trockenheit der Augen und im ungünstigsten Fall Hornhautentzündung.

## Therapie

### Meidung der Auslösefaktoren (s.o.)

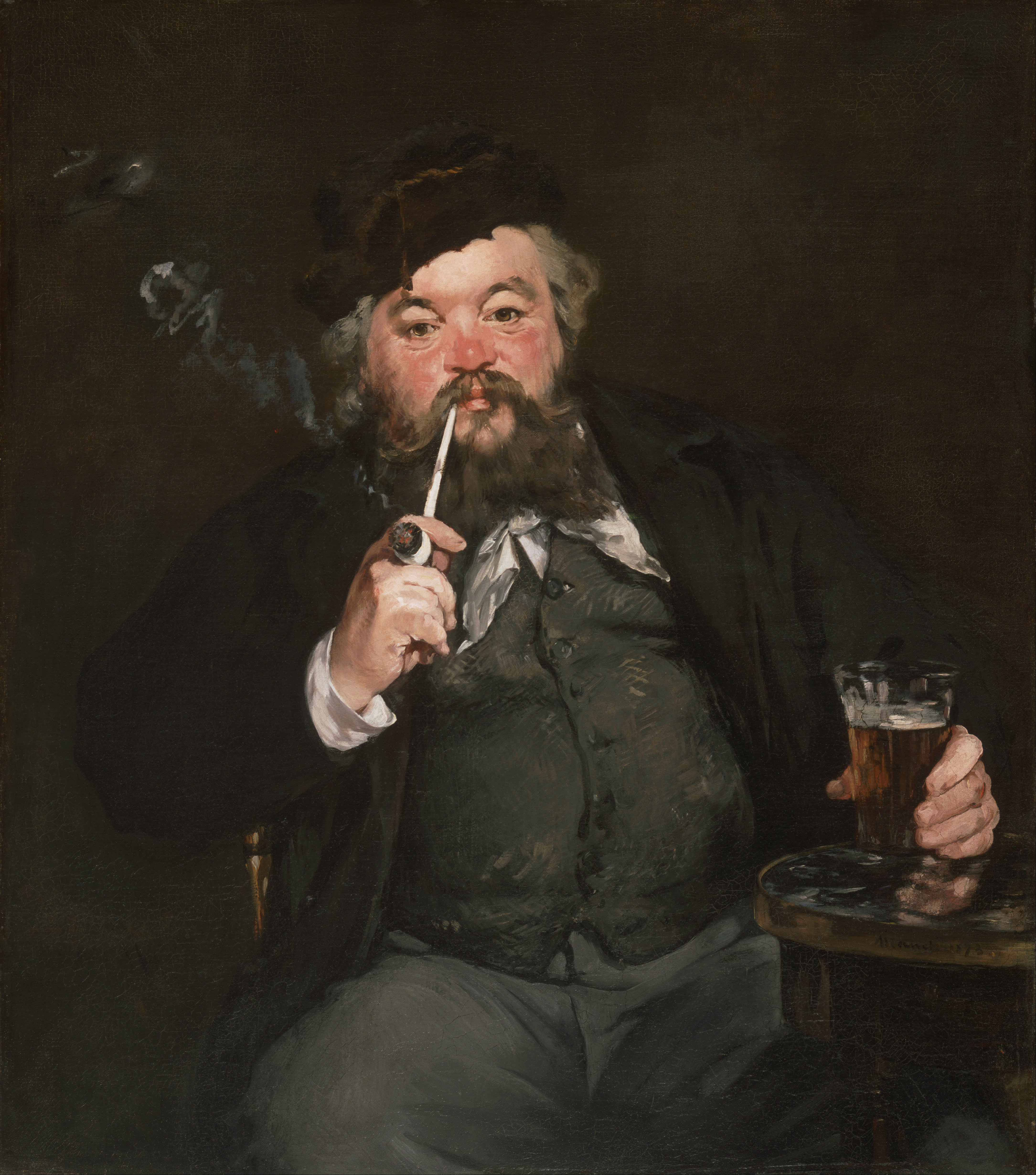
Édouard Manet
Das gute Bockbier (1873)

Rosazea-Haut reagiert äußerst empfindlich auf chemische und physikalische Reize, sodass alle irritierenden Produkte, die Seifen, Alkohole, Menthol, Kampfer, Peelings usw. enthalten, ebenso gemieden werden sollten wie Reibung und Sonneneinstrahlung. Persönliche und individuell variierende Auslöser oder „Trigger“-Faktoren, die zu plötzlich auftretenden Rötungen des Gesichts oder generell zur Gefäßerweiterung führen (wie Alkohol, scharf gewürzte Speisen, heiße Getränke, Saunabesuche etc.), sollten Betroffene ebenso meiden.

### Medikamente

#### Topische Therapie
Für die ersten beiden Schweregrade der Rosazea reicht meist eine äußerliche Behandlung. In Deutschland sind für die topische Therapie Nitroimidazol (0,75 % Metronidazol in unterschiedlichen Grundlagen) und Azelainsäure (15-prozentig) sowie Ivermectin zur Rosazea-Behandlung zugelassen.
Das Insektizid Ivermectin wird oral oder als Salbe zur Rosazeabehandlung in Deutschland eingesetzt. Dessen Wirkung richtet sich gegen Haarbalgmilben. Die Wirksamkeit ist höher als Placebo und ein wenig höher als die von Metronidazol. Diese Milben leben bei praktisch jedem Menschen in der Haut. Ob sie selbst oder in ihnen gefundene Bakterien überhaupt eine erkrankungsverstärkende Rolle spielen, ist allerdings noch unklar.
Im August 2013 erhielt das Dermatologie-Unternehmen Galderma von der US-amerikanischen Zulassungsbehörde FDA die Zulassung für ein Medikament namens Brimonidin, einen α2-Adrenozeptor-Agonisten. Für die EU erfolgte im Dezember 2013 vom Committee for Medicinal Products for Human Use (CHMP) die positive opinion, also eine Art Zulassungsempfehlung. Im Februar 2014 wurde Brimonidin – als erstes und einziges Medikament zur Behandlung der Röte bei Rosazea – auch für die 28 Länder der EU zugelassen.
Kortisonhaltige Medikamente dürfen nicht verwendet werden, da sie die Symptome verstärken.

#### Systemische Therapie
Die orale Gabe von Antibiotika sollte den schweren Formen der Rosazea vorbehalten sein. Antibiotika wie Metronidazol, aber auch Erythromycin, Clindamycin und Tetracyclin wie Doxycyclin und Minocyclin wirken unterschiedlich effektiv, wobei der Wirkmechanismus in diesen subtherapeutischen Dosierungen nicht wirklich geklärt ist. Es wird vermutet, dass eine „allgemein anti-entzündliche Wirkkomponente“ beim Metronidazol für die Rosazea wirksam ist. Mediziner sehen keine Gefahr der Resistenzbildung bei subtherapeutischen Antibiotika-Behandlungen, da kein Selektionsdruck ausgeübt würde, während eine antibiotische Unterdosierung aus mikrobiologischer Sicht bakterielle Antibiotikaresistenzen fördert bzw. (multi-)resistente Keime anreichert (untersucht vor allem in der Tiermast, sodass subtherapeutische Mengen von Antibiotika, die als Wachstumsförderer eingesetzt wurden, inzwischen EU-weit verboten sind).
Dabei müssen allgemeine Nebenwirkungen z. B. auf die wichtige bakterielle Mikroflora und substanzspezifische Nebenwirkungen (wie z. B. bei Tetrazyklinen Lichtempfindlichkeit, Verfärbung von Haut oder Schleimhäuten) sowie Gegenanzeigen (Schwangerschaft) beachtet werden.
Ein weiterer hochwirksamer Wirkstoff ist Isotretinoin, ein Vitamin-A-Säure-Derivat und natürliches Insektizid, das gegen die Haarbalgmilben wirkt, aber viele Nebenwirkungen hat. Es kann insbesondere Reizungen der Haut, Schleimhaut und Bindehaut, Kopfschmerzen sowie Leberfunktionsstörungen, möglicherweise auch Depressionen verursachen. Bei Frauen darf es wegen seiner embryotoxischen Wirkung nur bei absolut sicherem Ausschluss einer Schwangerschaft verwendet werden.

#### Alternative Therapieformen
Erste Laboruntersuchungen zeigten, dass Lidocain ein erfolgversprechender Wirkstoff bei einer Beteiligung von Staphylokokken an der Rosazea sein könnte, da es spezifisch die durch das Staphylokokken-Toxin ausgelöste Entzündung hemmen kann. Ebenfalls speziell gegen Staphylococcus aureus richten sich Produkte zur äußeren Anwendung, die das aus Bakteriophagen gewonnene Endolysin Staphefekt enthalten. Dieses Enzym zerstört spezifisch die Zellhüllen von S. aureus und bringt die Bakterien dadurch zum Platzen.

### Operative Entfernung
Eine dauerhafte Beseitigung der Äderchen ist durch Laserbehandlung möglich, bei der die erweiterten Blutgefäße verschlossen und damit unsichtbar werden.
Das Rhinophym (Knollennase) kann durch chirurgische Abtragung, z. B. durch Abschleifen oder mit dem CO2-Laser, behandelt werden.

### Augenvorsorge
Die Rosazea kann auf das Auge übergreifen und zu dauerhaften Augenschäden (Hornhauttrübung) führen. Deshalb ist eine regelmäßige augenärztliche Kontrolle notwendig.